# Сазонова, Елена Семёновна
Елена Семёновна Сазонова (1910 — неизвестно, Александровский район, Донецкая область, Украинская ССР) — бригадир колхоза «Червоный плугатарь» Александровского района Сталинской области, Украинская ССР. Герой Социалистического Труда (1948).

## Биография
Родилась в 1910 году в крестьянской семье в одном из сельских населённых пунктов современного Александровского района. С раннего возраста трудилась в сельском хозяйстве. В послевоенное время возглавляла полеводческую бригаду в колхозе «Червоный плугатарь» Александровского района.
В 1947 году бригада под её руководством собрала в среднем с каждого гектара по 33 центнера пшеницы на участке площадью 25 гектаров. Указом Президиума Верховного Совета СССР от 16 февраля 1948 года удостоена звания Героя Социалистического Труда за «получение высоких урожаев пшеницы, ржи, кукурузы и сахарной свёклы в 1947 году» с вручением ордена Ленина и золотой медали «Серп и Молот».
После выхода на пенсию проживала в Александровском районе. Дата смерти не установлена.